# راندال هاورث
راندال دي هوورث (من مواليد 19 سبتمبر 1961) هو جراح تجميل في بيفرلي هيلز معترف به لدوره الرائد في مسلسل تلفزيون الواقع البجعة .هاوورث هو أيضًا فنان ،بعد أن عرض مؤخرًا سلسلة لوحاته الأيقونية في كل من لوس أنجلوس وبوكا راتون ، فلوريدا.

## تعليمه
تخرج هوورث ألفا أوميغا ألفا من كلية الطب بجامعة جنوب كاليفورنيا في عام 1988. ثم أكمل الإقامة الجراحية لمدة خمس سنوات في مستشفى نيويورك المركز الطبي بجامعة كورنيل في عام 1993. عمل هاورث كرئيس للمقيمين أثناء إقامته في الجراحة التجميلية بجامعة كاليفورنيا في لوس أنجلوس ، حيث اكتسب خبرة واسعة في التخصصات الفرعية للجراحة التجميلية وجراحة الأطفال وجراحة اليد. خلال هذا الوقت ، حصل على لقب استشاري جراحة التجميل للعام 1993-1994. عند الانتهاء من تدريبه ، أنشأ هوورث مكتبه ومركزه الجراحي في بيدفورد درايف في بيفرلي هيلز حيث يمارس حاليًا. هوورث حاصل على البورد من البورد الأمريكي لجراحة التجميل ، وزميل الكلية الأمريكية للجراحين.

## حياته المهنية
نشر هاوورث أرواج من المقالات في مجلات التجميلية والعامة حيث قام بتفصيل التطور التقني في التجميلية. منشور حديث من يونيو 2004 في الجراحة التجميلية والترميمية ، يصف ابتكارات هاوورث في تكبير الشفاه الدائم بالإضافة إلى ف.ا.ط.م.ة. التقنية التي اخترعها. يعرض مقال آخر في مجلة مرات جراحة التجميل تفاصيل تجربته في منتصف الوجه باستخدام جهاز إندوتين ب للوجه منكابت . من فراغ حاد في دورات تجميل الأنف. الحفاظ على المظهر الطبيعي. تم وصف هاوورث بشكل متكرر في الإعلام المطبوعة ، بما في ذلك مجلة لوس أنجلوس ، نيو تايمز ، و ستريت جورنال ، وكذلك على التلفزيون (إنترتينمنت تونايت ، لاري كينغ ، إس إن بي سي). في عام 1998 ، كواحد من أفضل 8 جراحي تجميل في لوس أنجلوس.

## الفن
بدأ هاورث في رسم الرسوم التوضيحية الطبية يدويًا لمقالات المجلات الطبية في عام 1981. وقد استوحى إلهامه من الرسام الطبي الرئيسي ماكس بروديل من جامعة جونز هوبكنز. نُشرت رسوماته التوضيحية في مجلات متعددة ، بما في ذلك الجراحة التجميلية والترميمية ، حوليات الجراحة التجميلية و الصدمات الفصلية ،وعيادات اليد.
تأديب تحولت الرسوم التوضيحية لهوورث إلى الفنون الجميلة عندما أقام أول عرض فني منفرد له في أغسطس 2000 بعنوان "ذكريات مفقودة" في معرض بجي/ محطة بيرغاموت في سانتا مونيكا ، كاليفورنيا. يتكون جسم العمل من رسومات واقعية للأطفال والبالغين المفقودين. سلسلة أحدث من اللوحات الأكريلية كانت بعنوان "أيقونية" والتي ركزت على عكس الثقافة الحديثة من خلال الصور التصويرية التي عفا عليها الزمن. أقيم هذا المعرض في معرض جيمس جراي في سانتا مونيكا (أغسطس 2006) ، ومعرض كارين لين في بيفرلي هيلز (نوفمبر 2006) ، ومعرض قيسارية في بوكا راتون ، فلوريدا (فبراير 2007). أطلق عليها الناقد الفني بيتر فرانك اسم "الواقعية المناهضة للبوب" مشيرًا إلى أن فنه "يجمع بين الأسلوب الكلاسيكي والسريالية البوب".

## فيموغرافيا
- 20 أفضل وأسوأ قصة عن جراحة التجميل للمشاهير (2009) (ذاتي)
- بورسلين (2008) (ذاتي)
- البجعة (2004-05) (ذاتي)
- لاري كينج لايف (2005) (خبير طبي)
- على الهواء مع ريان سيكريست (4 مايو 2004) (ذاتي)
- أندرسون كوبر 360 درجة (ذاتي) 2 أبريل 2004 (2004)

## المنشورات
- هاوورث آر دي: كيفية الحصول على شد موثوق للوجه. أوقات عمليات التجميل 8: 8 ، 2005
- هاوورث آر دي: تخصيص التحسين حول الفم للحصول على جماليات مثالية للشفاه: الجمع بين إجراءات تكبير الشفاه وإعادة تشكيلها باتباع نهج حسابي. الجراحة الترميمية للبلاست 113: 2182 ، 2004
- روزنبرغ ف، هاوورث آر دي، هير ال ، وآخرون: دور القاعدة القحفية في نمو الوجه ؛ التحام القحفي الوجهي التجريبي في الأرنب. الجراحة الترميمية للبلاست 99: 1396 ، 1997
- هاوورث آر دي: تبديد الارتباك الخلقي. الآباء 1: 1 ديسمبر 1995
- منشي اي ، هاوورث آر دي، باري بي اس :حل استسقاء البنكرياس المقاوم للعلاج بعد التسريب المستمر لخلات أوكتريوتيد. البنكرياس. Int J Pancreatology 17:67 1995
- لايبزيغ ال س ، شناب دي اس ، هاوورث آر دي، وآخرون: نمو الهيكل العظمي للوجه بعد تقويض الأنسجة الرخوة في الوقت المناسب. الجراحة التجميلية الترميمية 89: 809 ، 1992
- لاترينتا جي إس، جرانت ال تي ،هاوورث آر دي ، وآخرون: إعادة الإعمار الوظيفي لميكروستوميا شديد بعد الحروق: تقرير حالة. آن بلاست سورج 29: 178 ، 1992
- هاوورث آر دي،، روزنبرغ ف، هوفمان لوس انجليس،اخرون : نهج الجراحة المجهرية الأمامية لقاعدة الجمجمة في الأرنب. حيوان مختبر 26: 196 ، 1992

## وصلات خارجية
الموقع الرسمي للدكتور هوورث